# Leichenlager
Leichenlager — третий полноформатный студийный альбом группы Eisregen, выпущенный в 2000 году лейблом Last Episode Records.

## Об альбоме

### Лирика
Заглавная композиция Leichenlager повествует о том, что нельзя верить христианству, когда говорят о том, что есть жизнь в раю после смерти. В тексте композиции говорится о том, что после смерти ничего нет. По словам автора Майкла Рота, текст данной песни является одним из самых больных, который он когда-либо писал.

## Список композиций
1. «Des Heilands Haut» — 3:58
2. «Leichenlager» — 8:00
3. «Feindbild Mensch» — 3:28
4. «...Und Sie Blutete Nur Einen Sommer lang» — 5:35
5. «Das Tor (Sado-Mix)» — 5:54
6. «Salz der Erde» — 5:16
7. «Die Seele der Totgeburt» — 2:57
8. «Heer der Ratten» — 4:16[2]
9. «Nur Dein Fleisch» — 3:54
10. «Bei Den Gräbern» — 3:33
11. «Schwarze Rose» — 5:00
12. «Stirb Lächelnd» — 0:52[2]
13. «Zeit Zu Spielen» — 5:40

## Участники записи
- Майкл Рот − вокал
- Michael «Bursche» Lenz − гитара
- Michael «Der Hölzer» Brill − бас
- Theresa «2T» Trenks — виолончель
- Ronny «Yantit» Fimmel − ударные